# Čížkov (ort i Tjeckien, Vysočina)
Čížkov är en ort i Tjeckien.   Den ligger i regionen Vysočina, i den centrala delen av landet, 90 km sydost om huvudstaden Prag. Čížkov ligger 610 meter över havet och antalet invånare är 113.
Terrängen runt Čížkov är lite kuperad. Runt Čížkov är det ganska glesbefolkat, med 45 invånare per kvadratkilometer. Närmaste större samhälle är Pelhřimov, 7,6 km öster om Čížkov. Omgivningarna runt Čížkov är en mosaik av jordbruksmark och naturlig växtlighet.